# Okhrana
L’Okhrana, officiellement « Otdeleniye po okhraneniou obchtchestvennoï bezopasnosti i poryadka » (en russe : Отделение по охранению общественной безопасности и порядка « Section de préservation de la sécurité et de l’ordre publics »), généralement abrégé en Okhrannoye otdeleniye (en russe : Охранное отделение « Section de sécurité »), était la police politique secrète de l’Empire russe à la fin du XIXe siècle et au début du XXe siècle. Le nom russe commun pour cet organisme est Okhranka.

## Histoire de l’Okhrana
« Prototype de la police politique moderne » selon Victor Serge, l’Okhrana a été instaurée par une ordonnance prise le 14 août 1881 par l’empereur Alexandre III. Prenant la suite de la « Troisième section » du ministère de l’Intérieur abolie en 1880, l’Okhrana fut créée afin de faire face à la menace révolutionnaire et anarchiste croissante, marquée par la recrudescence d’attentats politiques, et notamment par celui du 1er/13 mars 1881 organisé à Saint-Pétersbourg par l’organisation terroriste Narodnaïa Volia (« la Volonté du Peuple ») et ayant entrainé la mort de l’empereur Alexandre II. Les méthodes de noyautage et de « provocation » de l’Okhrana allaient créer une situation de confusion généralisée, avec la multiplication des agents doubles, autant au sein de la police politique que de ses adversaires. Staline lui-même aurait été selon certains un agent double au service de l’Okhrana, bien que cette hypothèse ne soit étayée par aucune source. Sous l’égide de Sergueï Zoubatov, une politique de « socialisme policier » créant des organisations « indépendantes » contrôlées par des agents provocateurs, la Zoubatovchtchina, fut ainsi mise en place.
L’Okhrana a parfois suivi des intrigues compliquées. Par exemple, elle a toléré les activités de Lénine alors présent clandestinement en Russie et en Finlande en 1906-1907, se refusant à l’arrêter alors qu'elle savait parfaitement qui il était et où le trouver. Selon Jean-Jacques Marie, il y a deux raisons à cette attitude :
- d’une part, Guerassimov, le chef de l’Okhrana de Saint-Pétersbourg, avait des indicateurs dans les sphères dirigeantes bolchéviques. S’il avait arrêté la direction bolchévique, une nouvelle direction se serait mise en place et l’Okhrana aurait dû reprendre à zéro tout son travail d’enquête ;
- d’autre part, il voyait en Lénine un ferment de division au sein du mouvement social-démocrate russe. Il estimait que les querelles internes devaient être encouragées au sein du POSDR et que l’activité de Lénine dans ce sens compensait l’inconvénient de le laisser organiser sa faction révolutionnaire.

Mais fin 1907, la pression policière se renforça et Lénine repartit en exil avant d’être arrêté,. Le bureau parisien de l’Okhrana est à l’origine de la rédaction et de la diffusion des Protocoles des Sages de Sion, faux antisémite largement réutilisé par la suite, et alors destiné à justifier et relancer les pogroms.

## Le recours aux agents provocateurs

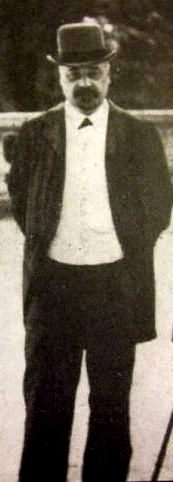
Piotr Ratchkovski, chef de l’Okhrana, basé à Paris de mars 1885 à novembre 1902.

Petit à petit, le ministre et le directeur du département de la Police en arrivèrent aux conclusions qu'il valait mieux se servir des révolutionnaires plutôt que détruire trop systématiquement leurs organisations de combat. La provocation allait devenir la pierre fondamentale sur quoi l'on cimenterait l'Okhrana.
L’utilisation d’agents provocateurs, c’est-à-dire le recrutement par l’Okhrana de militants révolutionnaires chargés de la renseigner au sein même des organisations révolutionnaires, prit une ampleur considérable à partir de la révolution de 1905. Au début de 1904, la section "Politique" de l'Okhrana disposait déjà de 12000 agents provocateurs dans ses effectifs; en 1906 ce chiffre avait déjà doublé et un maximum fut atteint en 1912 avec un total de 26000 personnes. Victor Serge mentionne la découverte au siège de l’Okhrana de Saint-Pétersbourg d’une armoire à fiches contenant 35 000 noms de personnes ayant travaillé pour la police au sein de toutes les organisations anti-tsaristes, socialistes-révolutionnaires, bolchéviks, menchéviks, anarchistes, etc. Les officiers chargés du recrutement et du suivi de ces agents disposaient de véritables manuels. Le principe de la provocation consistait à laisser se développer un mouvement de manière à le liquider plus complètement par la suite. Il convenait d’approcher les révolutionnaires de caractère faible, vivant dans la misère ou bien encore blessés dans leur amour-propre par les querelles intestines des partis. L’officier recruteur devait alors alterner la psychologie et la menace de manière à faire basculer sa recrue potentielle. Le nouveau collaborateur de l’Okhrana touchait ensuite régulièrement de l’argent, en fonction de l’importance des renseignements qu’il pouvait apporter. Il ne devait en rien changer son mode de vie et ses activités pour ne pas attirer l’attention de ses camarades. La police s’efforçait de le préserver lors des vagues d’arrestations, veillant à toujours laisser en liberté, en même temps que ses agents provocateurs, quelques militants authentiques pour ne pas donner l’alarme. Afin de faire monter un agent dans une organisation, la police arrêtait un militant placé juste au-dessus.
L’Okhrana parvint à faire plusieurs recrues de choix, notamment le membre du comité central et député bolchévik à la Douma Roman Malinovski ou l’imprimeur clandestin du Bund, Yisrael Kaplinsky en place durant onze années. Au sein du parti socialiste révolutionnaire, à l’époque où il procédait à des attentats terroristes contre les hauts-fonctionnaires et les ministres tsaristes, le chef de l’organisation de combat lui-même, Evno Azev, travaillait pour la police. Pour ne pas dévoiler son agent, l’Okhrana laissa faire délibérément plusieurs assassinats, dont ceux du ministre Viatcheslav Plehve et du grand-duc Serge. Il fut néanmoins démasqué en 1908. Autre collaborateur de l’Okhrana démasqué puis exécuté par les SR (les membres du parti socialiste révolutionnaire), le pope Gapon[Information douteuse], l’une des figures marquantes de la première phase de la révolution de 1905. Si certains agents provocateurs ne furent démasqués qu’après la révolution de 1917, la suspicion empoisonna la vie des organisations révolutionnaires pendant des années et des militants furent soupçonnés à tort d’être vendus à la police pour leur plus grand malheur. Inversement, certains révolutionnaires tentèrent d’infiltrer l’Okhrana en se faisant délibérément recruter comme agents provocateurs. Sans grand succès.

## Les archives de l’Okhrana
Lors de la révolution d'Octobre, les archives de l’Okhrana tombèrent entre les mains des bolcheviks. Pendant des années, elles furent attentivement épluchées afin de démasquer les agents provocateurs dont certains qui exerçaient des fonctions importantes dans le nouveau régime soviétique. Certains d’entre eux, craignant d’être découverts, se hâtèrent de détruire les archives dont ils purent s’emparer sous prétexte de protéger les révolutionnaires en cas de victoire de la contre-révolution. Victor Serge explique dans ses mémoires comment il fut confronté à ce dilemme en 1919 : perdre des archives précieuses ou risquer de les voir retomber entre les mains des Blancs. Il fut chargé de préparer un chargement des dossiers les plus importants qui devaient être envoyés à Moscou ou être détruits en cas de nécessité lors de l’offensive de Ioudenitch contre Saint-Pétersbourg. L’étude des papiers de l’Okhrana lui permit d’écrire un livre intitulé Les Coulisses d’une sûreté générale (Ce que tout révolutionnaire devrait savoir sur la répression), en 1925. Dans les années 60, Edward Ellis Smith, ancien membre de l’ambassade des États-Unis à Moscou lance la rumeur selon laquelle Staline lui-même serait un agent de l'Orkhana, il prétend obtenir ces informations des archives même de l'Orkhana.

## Personnalités connues de l’Okhrana
- Yevno Azev, agent double de l’Okhrana qui parvint à prendre la tête de l’Organisation de combat des SR
- Arkadi Mikhaïlovitch Harting
- Ivan Manassievitch-Manouïlov
- Piotr Ratchkovski